# SIAFI
Sistema Integrado de Administração Financeira do Governo Federal – SIAFI é um sistema contábil que tem por finalidade realizar todo o processamento, controle e execução financeira, patrimonial e contábil do governo federal brasileiro. O sistema foi desenvolvido pelo  Serviço Federal de Processamento de Dados (Serpro). Foi implantado oficialmente no ano de 1987. Até o ano de 1986 o governo federal convivia com uma série de problemas de natureza administrativa inviabilizando a correta aplicação dos recursos públicos. Uma das principais vantagens do Siafi é a descentralização da entrada, consulta, execução orçamentária, financeira e patrimonial da União, isto com a supervisão da Secretaria do Tesouro Nacional.

## Escrituração contábil no Siafi
O processo mais trabalhoso da contabilidade pública, é a escrituração contábil, haja vista que um fato contábil pode causar diversos lançamentos nos sistemas contábeis, que são eles: sistema orçamentário, sistema patrimonial, sistema de custos e sistema de compensação. Com isso a solução encontrada na época da criação do Siafi foi a utilização de Eventos.

### Evento
É o instrumento utilizado pelas unidades gestoras para transformar os atos e fatos administrativos rotineiros em registros contábeis automáticos. O evento é composto de um código de 6 (seis) dígitos (XX.X.XXX), que possuem a seguinte estrutura: os dois primeiros dígitos são as Classes, no qual pode-se identificar a natureza de registro do evento. O terceiro dígito é o Tipo de Utilização, podendo ser:
- (0) Utilizado pelo Gestor.
- (1) Utilizado pelo Sistema.
- (2) Complemento do evento do Gestor.
- (3) Complemento do evento do Sistema.
- (4) Evento complementar do evento de sistema.
- (5) Estorno do evento do Gestor.
- (6) Estorno do evento de Sistema.
- (7) Estorno do evento complementar do Gestor.
- (8) Estorno do evento complementar do Sistema.

Os três últimos dígitos são os códigos sequenciais.

## Documentos do Siafi
Os documentos de entrada de dados no Siafi dividem-se em de natureza orçamentária e financeira.

### Nota de Lançamento
A nota de lançamento é o documento que registra fatos tanto de natureza orçamentária quanto extra-orçamentária. Ela é utilizada para registro de liquidações de despesa, apropriação de obrigações, fatos administrativos, entre outros. Ele envolve, portanto, todos os atos de verificação e conferência, desde a entrega do material ou a prestação do serviço até o reconhecimento da despesa. Ao fazer a entrega do material ou a prestação do serviço, o credor deverá apresentar a nota fiscal, fatura ou conta correspondente, acompanhada da primeira via da nota de empenho, devendo o funcionário competente atestar o recebimento do material ou a prestação do serviço correspondente, no verso da nota fiscal, fatura ou conta.

### Nota de Empenho
Nota de Empenho é um documento que se destina a registrar o comprometimento de despesa orçamentária, obedecidos os limites estritamente legais, bem como aos casos em que se faça necessário o reforço ou a anulação desse compromisso. Não se deve confundir, entretanto, empenho da despesa com nota de empenho; esta, na verdade, é a materialização daquele, embora, no dia-a-dia haja a junção dos dois procedimentos em um único.

### Nota de Programação Financeira
A Nota de Programação Financeira é um documento que permite registrar os valores constantes da Proposta de Programação Financeira e a Programação Financeira Aprovada, envolvendo a Coordenação-Geral de Programação Financeira da Secretaria do Tesouro Nacional - COFIN/STN e os Órgãos Setoriais de Programação Financeira - OSPF.

### Guia do Salário Educação
A Guia do Salário Educação é um documento que registra o recolhimento do salário educação, destinado aos seus beneficiários e do valor que lhes é pago, mediante transferências intra-SIAFI de recursos entre a Unidade Gestora recolhedora e o Fundo Nacional de Desenvolvimento da Educação.

### Nota de Dotação
A Nota de Dotação é um documento utilizado para registro das informações orçamentárias elaboradas pela Secretaria de Orçamento Federal , ou seja, dos créditos previstos no Orçamento Geral da União. Também se presta à inclusão de créditos no Orçamento Geral da União não previstos inicialmente e ao registro do desdobramento do Plano Interno e do detalhamento da fonte de recursos.

### Nota de Movimentação de Crédito
A Nota de Movimentação de Crédito é um documento utilizado para registrar a movimentação interna e externa de créditos e suas anulações.

### Ordem Bancária
A Ordem Bancária é um documento que deve ter como favorecido o credor do empenho. Este pagamento normalmente é efetuado por meio de crédito em conta bancária do favorecido uma vez que a Ordem Bancária especifica o domicílio bancário do credor a ser creditado pelo agente financeiro do Tesouro Nacional, ou seja, o Banco do Brasil. Se houver importância paga a maior ou indevidamente, sua reposição aos órgãos públicos deverá ocorrer dentro do próprio exercício, mediante crédito à conta bancária da unidade gestora que efetuou o pagamento. Quando a reposição se efetuar em outro exercício, o seu valor deverá ser restituído à Secretaria do Tesouro Nacional.

## Invasão
Em 22 de abril de 2024, o jornal brasileiro Folha de S.Paulo revelou que os invasores que conseguiram acessar um sistema financeiro do governo conseguiram transferir recursos que seriam usados para o pagamento da folha de servidores. Segundo a Polícia Federal (PF), os invasores acessaram o Siafi, responsável pelos pagamentos do governo federal. O primeiro acesso foi feito no dia 5 de abril. À época, a Polícia Federal instaurou um inquérito para investigar o caso. Outros dois acessos foram identificados nos dias seguintes.
Em 21 de agosto de 2024, a Polícia Federal prendeu dois suspeitos de terem invadido o Siafi, um em Belo Horizonte e outro no Rio de Janeiro. Em 23 de agosto, a Polícia Federal prendeu o terceiro suspeito de ter invadido o Siafi, em Vitória da Conquista, no estado da Bahia.